# 李剑鸣
李剑鸣（1960年6月—），湖南常德人，北京大学教授。担任《史学月刊》、《美国研究》、《世界历史》编委。入选中华人民共和国教育部2009年度长江学者特聘教授、首批“新世纪百千万人才”国家级人选。